# Jan Novotný (politik)
Jan Novotný (25. ledna 1912 Jaroměř – 7. listopadu 1950 Saint-Césaire) byl český a československý politik Československé sociální demokracie a poslanec Prozatímního a Ústavodárného Národního shromáždění. Po roce 1948 exilový politik.

## Biografie
Původním povoláním byl textilním dělníkem. V letech 1931–1937 působil jako technický kreslič. Od roku 1927 byl aktivní v sociálně demokratické mládežnické organizaci. V letech 1937–1938 byl krajským tajemníkem sociálně demokratické strany, v letech 1938–1939 Národní strany práce v Hradci Králové. V letech 1939–1940 byl tajemníkem Národního souručenství v Chrudimi. Podílel se na domácím protinacistickém odboji. V květnu 1940 ho zatklo gestapo a do konce války byl vězněn v koncentračním táboře. Po válce se vrátil do politického života a v letech 1945–1948 byl členem krajského vedení sociální demokracie v Hradci Králové a členem ústředního výkonného výboru strany.
V letech 1945–1946 byl poslancem Prozatímního Národního shromáždění za sociální demokraty. Po parlamentních volbách v roce 1946 se stal poslancem Ústavodárného Národního shromáždění, opět za sociální demokraty. V parlamentu setrval formálně do voleb do Národního shromáždění roku 1948.
Před rokem 1948 se profiloval jako odpůrce politiky Zdeňka Fierlingera, který sociální demokracii orientoval na spolupráci s KSČ. Na sjezdu ČSSD v listopadu 1947 vystupoval na podporu samostatného politického postupu strany. Během únorového převratu v roce 1948 pobýval v Indii jako člen státní delegace, která jednala o československo-indické dopravní smlouvě. Na zpáteční cestě zůstal v Římě a do vlasti se již nevrátil. V letech 1948–1950 žil v Itálii a Švýcarsku a angažoval se při formování exilové ČSSD, v níž zastával funkci člena prvního ústředního výkonného výboru. V roce 1950 se přestěhoval do Kanady, kde ovšem krátce nato zemřel při autonehodě.